# Claire Windsor
Pour les articles homonymes, voir Windsor.
Claire Windsor (de son vrai nom Clara Viola Cronk) est une actrice américaine née le 14 avril 1892 à Cawker City (Kansas) et morte le 24 octobre 1972 à Hollywood (Californie), à l'âge de 80 ans, d'une crise cardiaque.

## Filmographie partielle
- 1920 : Le Tour du monde d'un gamin irlandais (The Luck of the Irish) d'Allan Dwan
- 1920 : In the Heart of a Fool d'Allan Dwan
- 1920 : L'Ève éternelle (To Please One Woman) de Lois Weber : Alice Granville
- 1921 : Les Ruses de l'amour (What's Worth While?) de Lois Weber : Phoebe Jay Morrison
- 1921 : Deux Femmes trop sages (Too Wise Wives) de Lois Weber : Mrs. David Graham
- 1921 : The Raiders : 'Honey' Moore
- 1921 : The Blot de Lois Weber et Phillips Smalley : His Daughter, Amelia Griggs
- 1921 : What Do Men Want? : Hallie
- 1921 : Dr. Jim : Helen Keene
- 1922 : Grand Larceny : Kathleen Vaughn
- 1922 : Fools First : Ann Whittaker
- 1922 : One Clear Call : Faith
- 1922 : Femmes du monde : Gay Davenport
- 1922 : La Chaîne brisée (Broken Chains) d'Allen Holubar
- 1922 : Apprivoisons nos femmes ! : Dorothy Kirtland
- 1922 : Broken Chains : Hortense Allen
- 1922 : The Strangers' Banquet : Derith
- 1923 : Little Church Around the Corner : Leila Morton
- 1923 : Le Roman d'une reine (Rupert of Hentzau) de Victor Heerman : la Comtesse Helga
- 1923 : Trois Femmes pour un mari (The Eternal Three)  de Marshall Neilan et Frank Urson : Mrs. Frank R. Walters
- 1923 : The Acquittal : Madeline Ames
- 1924 : What Happened Next Door
- 1924 : Nellie, the Beautiful Cloak Model : Nellie
- 1924 : A Son of the Sahara : Barbara Barbier
- 1924 : For Sale : Eleanor Bates
- 1924 : Born Rich : Chadyeane Fairfax
- 1924 : The Dixie Handicap (en) : The Daughter
- 1925 : The Denial (en) : The mother
- 1925 : The White Desert : Robinette
- 1925 : Just a Woman (en) : June Holton
- 1925 : The Lady Who Lied
- 1925 : Souls For Sables : Alice Garlan
- 1926 : Dance Madness : May Russell
- 1926 : Money Talks (en) : Phoebe Starling
- 1926 : Tin Hats (en) : Elsa von Bergen
- 1927 : A Little Journey (en) : Julia Rutherford
- 1927 : The Claw : Dierdre Saurin
- 1927 : The Frontiersman (en) : Lucy
- 1927 : Le Rappel (The Bugle Call) de Edward Sedgwick : Alice Tremayne
- 1927 : Foreign Devils (en) de W. S. Van Dyke : Lady Patricia Rutledge
- 1927 : Blondes by Choice : Bonnie Clinton
- 1927 : The Opening Night : Carol Chandler
- 1928 : Satan and the Woman : Judith Matheny
- 1928 : Nameless Men : Mary
- 1928 : Mirages (Show People), de King Vidor
- 1928 : The Grain of Dust : Josephine Burroughs
- 1928 : Domestic Meddlers : Claire
- 1928 : Fashion Madness : Gloria Vane
- 1929 : Capitaine Swing (Captain Lash) de John G. Blystone : Cora Nevins
- 1929 : Midstream : Helene Craig
- 1932 : Self Defense : Alice
- 1932 : Sister to Judas : Annie Frayne
- 1933 : The Constant Woman : Marlene Underwood
- 1933 : Kiss of Araby : Mrs. Courtney
- 1934 : Cross Streets : Anne Clement
- 1938 : Barefoot Boy (en) de Karl Brown : Valerie Hale